# Школа № 5 (Ишимбай)
Основная общеобразовательная школа № 5 — муниципальное общеобразовательное бюджетное учреждение города Ишимбая, расположенное в микрорайоне Перегонном.
Основана в 1933 году как начальная школа. За 75 лет проработало более 400 учителей, увидевшие 59 выпускных вечеров и свыше 1500 выпускников. Сейчас в средней школе обучается 130 учащихся в 11 классах, их учат 20 педагогов, в 5 методических объединений: учителей начальных классов, естественно-математического цикла, гуманитарного цикла, эстетического цикла, классных руководителей. Есть внеклассная работа: кружковая, факультативная и секционная деятельность — литература, математика, вокал, фортепиано, каратэ, волейбол, баскетбол, лёгкая атлетика, туризм, краеведение, ОФП.

## История
Школа построена силами рабочих в 1933 году, когда только началась эксплуатация Ишимбайского месторождения нефти (открыто в 1932 году) и началось стихийное строительство рабочих посёлков. В 1933 году была начальной, подчинялась Стерлитамакскому районному отделу народного образования. Изначально была палаточного типа при кустарном нефтеперегонном заводе, там же, где бараки рабочих.
Через три года, в 1936 году, заводом № 433 (в будущем — нефтеперегонный завод) была построена школа барачного типа.
Через год, в 1937-м, школа приобрела номер начальной школы № 5.
В 1945 году школа стала семилетней (средней в 1953 году).
В 1957 году школа переехала из бараков в новое трёхэтажное здание.
В 1964 году на базе школы № 5 учителем географии Б. Н. Подосинкиным состоялось открытие первого в городе Ишимбае историко-краеведческого музея, который через несколько лет прекратил своё существование.
В 2005 году на основании постановления Правительства Республики Башкортостан № 312 от 30 декабря 2005 г. «Об утверждении перечней государственного имущества Республики Башкортостан, передаваемого в муниципальную собственность городских округов, муниципальных районов и поселений Республики Башкортостан» передано в муниципальную собственность.

## Руководители
Школу возглавляли 13 директоров, нынешний — Мухамадеев Ришат Миннигалямович.

## Знаменитые преподаватели
- Подосинкин Борис Николаевич

## Память
15 сентября 2006 года на территории школы был открыт мемориал, посвящённый участникам Великой Отечественной войны — жителям микрорайона Перегонного.